# Розяну, Анджелика
Анджелика Аделстейн (рум. Angelica Adelstein; 15 октября 1921 — 21 февраля 2006), в замужестве взявшая фамилию Розяну (рум. Rozeanu) — румынская и израильская спортсменка, еврейка по национальности, игрок в настольный теннис, одна из величайших спортсменок за всю историю этого вида спорта. Заслуженный мастер спорта Румынии (1953).

## Биография
Родилась в 1921 году в Бухаресте. В настольный теннис начала играть с 8 лет, восстанавливаясь после перенесённой скарлатины. Уже в 1933 году, в возрасте 12 лет, выиграла Кубок Румынии. В 1936 году стала чемпионкой Румынии и удерживала этот титул в течение 21 года. В 1937 году начались её успехи на международной арене, когда она завоевала бронзовую медаль чемпионата мира в смешанном парном разряде.
В 1945 году вышла замуж за Лулу Розяну и сменила фамилию. В 1959 году она развелась с мужем, и в феврале 1960 года он эмигрировал в Израиль. В августе 1960 года эмигрировала в Израиль и она, где продолжила жить с бывшим мужем. С 1960 по 1962 годы была чемпионкой Израиля. В 1969 году вышла замуж за Элизера Лопацки (выходца из Польши).
В 1981 году её имя было внесено в Международный еврейский спортивный зал славы.
Кавалер ордена Труда 3-й степени (1950). Награждена в 2004 году орденом «За спортивные заслуги» I степени.